# Coppa del Mondo di snowboard 1996
La Coppa del Mondo di snowboard 1996 è stata la seconda edizione della manifestazione organizzata dalla Federazione Internazionale Sci e Snowboard; ha avuto inizio il 21 novembre 1995 a Zell am See/Kaprun, in Austria, e si è conclusa il 17 marzo 1996 a Monte Bachelor, negli Stati Uniti.
Sia in campo maschile che in campo femminile è stata assegnata una coppa generale, somma dei punteggi di tutte le gare, e una di specialità per ognuna delle tre discipline: slalom gigante, slalom e halfpipe.

## Uomini

### Risultati
| Data             | Località              | Nazione     | Spec. | Primo              | Secondo            | Terzo              |
| ---------------- | --------------------- | ----------- | ----- | ------------------ | ------------------ | ------------------ |
| 21 novembre 1995 | Zell am See/Kaprun    | Austria     | GS    | Peter Pechhacker   | Mike Jacoby        | Thomas Lyman       |
| 22 novembre 1995 | Zell am See/Kaprun    | Austria     | GS    | Mike Jacoby        | Peter Pechhacker   | Thomas Lyman       |
| 1º dicembre 1995 | Altenmarkt-Zauchensee | Austria     | GS    | Jeff Greenwood     | Harald Walder      | Rob Berney         |
| 2 dicembre 1995  | Altenmarkt-Zauchensee | Austria     | SL    | Manuel Mendoza     | Dieter Moherndl    | Peter Pechhacker   |
| 3 dicembre 1995  | Altenmarkt-Zauchensee | Austria     | PSL   | Ulf Mård           | Maxence Idesheim   | Peter Pichler      |
| 8 dicembre 1995  | Sestriere             | Italia      | PSL   | Rainer Krug        | Helmut Pramstaller | Stefan Kaltschütz  |
| 9 dicembre 1995  | Bardonecchia          | Italia      | SL    | Mathias Behounek   | Stefan Kaltschütz  | Helmut Pramstaller |
| 10 dicembre 1995 | Bardonecchia          | Italia      | GS    | Mike Jacoby        | Rob Berney         | Steve Persons      |
| 12 gennaio 1996  | La Bresse             | Francia     | GS    | Mike Jacoby        | Peter Pechhacker   | Harald Walder      |
| 13 gennaio 1996  | La Bresse             | Francia     | PSL   | Thedo Remmelink    | Peter Pichler      | Xavier Rolland     |
| 18 gennaio 1996  | San Candido           | Italia      | HP    | Ross Powers        | Dan Smith          | Shin'ichi Watanabe |
| 19 gennaio 1996  | San Candido           | Italia      | HP    | Rob Kingwill       | Ross Powers        | Henrik Jansson     |
| 20 gennaio 1996  | San Candido           | Italia      | SL    | Thedo Remmelink    | Peter Pichler      | Ulf Mård           |
| 21 gennaio 1996  | San Candido           | Italia      | PSL   | Ivo Rudiferia      | Rainer Krug        | Tom O'Brien        |
| 3 febbraio 1996  | Hindelang-Oberjoch    | Germania    | PSL   | Helmut Pramstaller | Mike Jacoby        | Harald Walder      |
| 4 febbraio 1996  | Hindelang-Oberjoch    | Germania    | GS    | Harald Walder      | Andrea Matteoli    | Stefan Kaltschütz  |
| 10 febbraio 1996 | Kanbayashi            | Giappone    | GS    | Mike Jacoby        | Mike Kildevæld     | Bill Enos          |
| 11 febbraio 1996 | Kanbayashi            | Giappone    | HP    | Dan Smith          | Lael Gregory       | Ross Powers        |
| 12 febbraio 1996 | Kanbayashi            | Giappone    | SL    | Mathias Behounek   | Mike Jacoby        | Stefan Kaltschütz  |
| 26 febbraio 1996 | Yomase                | Giappone    | GS    | Mike Jacoby        | Jeff Greenwood     | Bernd Kroschewski  |
| 17 febbraio 1996 | Kanbayashi            | Giappone    | HP    | Ross Powers        | Rob Kingwill       | Dan Smith          |
| 24 febbraio 1996 | Calgary               | Canada      | PSL   | Dieter Moherndl    | Bernd Kroschewski  | Tom O'Brien        |
| 25 febbraio 1996 | Calgary               | Canada      | HP    | Rob Kingwill       | Ross Powers        | Derek Heidt        |
| 1º marzo 1996    | Sun Peaks             | Canada      | GS    | Stefan Kaltschütz  | Harald Walder      | Thedo Remmelink    |
| 2 marzo 1996     | Sun Peaks             | Canada      | PSL   | Helmut Pramstaller | Ulf Mård           | Maxence Idesheim   |
| 3 marzo 1996     | Sun Peaks             | Canada      | HP    | Zach Horwitz       | Rob Kingwill       | Dan Smith          |
| 9 marzo 1996     | Boreal Ridge          | Stati Uniti | SL    | Dan Smith          | Lael Gregory       | Jason Burkstede    |
| 9 marzo 1996     | Boreal Ridge          | Stati Uniti | HP    | Rainer Krug        | Ulf Mård           | Mike Jacoby        |
| 10 marzo 1996    | Alpine Meadows        | Stati Uniti | GS    | Peter Pechhacker   | Mike Jacoby        | Mathias Behounek   |
| 14 marzo 1996    | Monte Bachelor        | Stati Uniti | GS    | Harald Walder      | Mike Jacoby        | Dieter Moherndl    |
| 15 marzo 1996    | Monte Bachelor        | Stati Uniti | SL    | Stefan Kaltschütz  | Peter Pichler      | Maxence Idesheim   |
| 16 marzo 1996    | Monte Bachelor        | Stati Uniti | PSL   | Maxence Idesheim   | Peter Pichler      | Stefan Kaltschütz  |
| 17 marzo 1996    | Monte Bachelor        | Stati Uniti | HP    | Rob Kingwill       | Ross Powers        | Zach Horwitz       |

Legenda:

PSL = Slalom parallelo

SL = Slalom

GS = Slalom gigante

HP = Halfpipe

### Classifiche

#### Generale
| Pos. | Nome              | Nazione     | Punti |
| ---- | ----------------- | ----------- | ----- |
| 1    | Mike Jacoby       | Stati Uniti | 1243  |
| 2    | Stefan Kaltschütz | Austria     | 957   |
| 3    | Thedo Remmelink   | Paesi Bassi | 896   |
| 4    | Harald Walder     | Austria     | 895   |
| 5    | Peter Pechhacker  | Austria     | 824   |
| 6    | Peter Pichler     | Italia      | 802   |
| 7    | Maxence Idesheim  | Francia     | 760   |
| 8    | Mathias Behounek  | Germania    | 755   |
| 9    | Dieter Moherndl   | Germania    | 660   |
| 10   | Rainer Krug       | Germania    | 581   |

#### Slalom
| Pos. | Nome              | Nazione  | Punti |
| ---- | ----------------- | -------- | ----- |
| 1    | Peter Pichler     | Italia   | 6320  |
| 2    | Stefan Kaltschütz | Austria  | 6210  |
| 3    | Maxence Idesheim  | Francia  | 5480  |
| 4    | Dieter Moherndl   | Germania | 5160  |
| 5    | Ulf Mård          | Svezia   | 5110  |

#### Slalom gigante
| Pos. | Nome              | Nazione     | Punti |
| ---- | ----------------- | ----------- | ----- |
| 1    | Mike Jacoby       | Stati Uniti | 7900  |
| 2    | Peter Pechhacker  | Austria     | 5820  |
| 3    | Harald Walder     | Austria     | 5760  |
| 4    | Thedo Remmelink   | Paesi Bassi | 4160  |
| 5    | Stefan Kaltschütz | Austria     | 3530  |

#### Halfpipe
| Pos. | Nome         | Nazione     | Punti |
| ---- | ------------ | ----------- | ----- |
| 1    | Ross Powers  | Stati Uniti | 5000  |
| 2    | Rob Kingwill | Stati Uniti | 4760  |
| 3    | Dan Smith    | Stati Uniti | 4700  |
| 4    | Lael Gregory | Stati Uniti | 3400  |
| 5    | Zach Horwitz | Stati Uniti | 3040  |

## Donne

### Risultati
| Data             | Località              | Nazione     | Spec. | Prima                 | Seconda                     | Terza                       |
| ---------------- | --------------------- | ----------- | ----- | --------------------- | --------------------------- | --------------------------- |
| 21 novembre 1995 | Zell am See/Kaprun    | Austria     | GS    | Karine Ruby           | Heidi Renoth                | Birgit Herbert              |
| 22 novembre 1995 | Zell am See/Kaprun    | Austria     | GS    | Marion Posch          | Manuela Riegler             | Sondra Van Ert              |
| 1º dicembre 1995 | Altenmarkt-Zauchensee | Austria     | GS    | Karine Ruby           | Manuela Riegler             | Lidia Trettel               |
| 2 dicembre 1995  | Altenmarkt-Zauchensee | Austria     | SL    | Heidi Renoth          | Manuela Riegler             | Birgit Herbert              |
| 3 dicembre 1995  | Altenmarkt-Zauchensee | Austria     | PSL   | Karine Ruby           | Steffi Prentl               | Manuela Riegler             |
| 8 dicembre 1995  | Sestriere             | Italia      | PSL   | Birgit Herbert        | Karine Ruby                 | Marion Posch                |
| 9 dicembre 1995  | Bardonecchia          | Italia      | SL    | Karine Ruby           | Manuela Riegler             | Sondra Van Ert              |
| 10 dicembre 1995 | Bardonecchia          | Italia      | GS    | Karine Ruby           | Birgit Herbert              | Dagmar Mair unter der Eggen |
| 12 gennaio 1996  | La Bresse             | Francia     | GS    | Karine Ruby           | Maria Kirchgasser           | Alexandra Krings            |
| 13 gennaio 1996  | La Bresse             | Francia     | PSL   | Karine Ruby           | Heidi Renoth                | Steffi Prentl               |
| 18 gennaio 1996  | San Candido           | Italia      | HP    | Carolien van Kilsdonk | Annemarie Uliasz            | Cammy Potter                |
| 19 gennaio 1996  | San Candido           | Italia      | HP    | Carolien van Kilsdonk | Annemarie Uliasz            | Stacey Burke                |
| 20 gennaio 1996  | San Candido           | Italia      | SL    | Marcella Boerma       | Karine Ruby                 | Tanja Fischer               |
| 21 gennaio 1996  | San Candido           | Italia      | PSL   | Karine Ruby           | Marion Posch                | Marcella Boerma             |
| 3 febbraio 1996  | Hindelang-Oberjoch    | Germania    | PSL   | Dorothée Fournier     | Manuela Riegler             | Tanja Fischer               |
| 4 febbraio 1996  | Hindelang-Oberjoch    | Germania    | GS    | Ursula Fingerlos      | Heidi Renoth                | Birgit Herbert              |
| 10 febbraio 1996 | Kanbayashi            | Giappone    | GS    | Sondra Van Ert        | Manuela Riegler             | Karine Ruby                 |
| 11 febbraio 1996 | Kanbayashi            | Giappone    | SL    | Heidi Renoth          | Stacia Hookom               | Karine Ruby                 |
| 12 febbraio 1996 | Kanbayashi            | Giappone    | HP    | Carolien van Kilsdonk | Annemarie Uliasz            | Candice Drouin              |
| 26 febbraio 1996 | Yomase                | Giappone    | GS    | Alexandra Krings      | Amalie Kulawik              | Karine Ruby                 |
| 17 febbraio 1996 | Kanbayashi            | Giappone    | HP    | Carolien van Kilsdonk | Naomi Azuma                 | Stacey Burke                |
| 24 febbraio 1996 | Calgary               | Canada      | PSL   | Karine Ruby           | Dagmar Mair unter der Eggen | Marion Posch                |
| 25 febbraio 1996 | Calgary               | Canada      | HP    | Carolien van Kilsdonk | Lori Glazier                | Candice Drouin              |
| 1º marzo 1996    | Sun Peaks             | Canada      | GS    | Ursula Fingerlos      | Birgit Herbert              | Sondra Van Ert              |
| 2 marzo 1996     | Sun Peaks             | Canada      | PSL   | Manuela Riegler       | Tanja Fischer               | Karine Ruby                 |
| 3 marzo 1996     | Sun Peaks             | Canada      | HP    | Lori Glazier          | Carolien van Kilsdonk       | Annemarie Uliasz            |
| 9 marzo 1996     | Boreal Ridge          | Stati Uniti | SL    | Karine Ruby           | Marcella Boerma             | Birgit Herbert              |
| 9 marzo 1996     | Boreal Ridge          | Stati Uniti | HP    | Annemarie Uliasz      | Lori Glazier                | Carolien van Kilsdonk       |
| 10 marzo 1996    | Alpine Meadows        | Stati Uniti | GS    | Ursula Fingerlos      | Karine Ruby                 | Sondra Van Ert              |
| 14 marzo 1996    | Monte Bachelor        | Stati Uniti | GS    | Karine Ruby           | Sondra Van Ert              | Manuela Riegler             |
| 15 marzo 1996    | Monte Bachelor        | Stati Uniti | SL    | Karine Ruby           | Heidi Renoth                | Birgit Herbert              |
| 16 marzo 1996    | Monte Bachelor        | Stati Uniti | PSL   | Marion Posch          | Dorothée Fournier           | Dagmar Mair unter der Eggen |
| 17 marzo 1996    | Monte Bachelor        | Stati Uniti | HP    | Carolien van Kilsdonk | Kelly Kaye                  | Lori Glazier                |

Legenda:

PSL = Slalom parallelo

SL = Slalom

GS = Slalom gigante

HP = Halfpipe

### Classifiche

#### Generale
| Pos. | Nome                        | Nazione     | Punti |
| ---- | --------------------------- | ----------- | ----- |
| 1    | Karine Ruby                 | Francia     | 1761  |
| 2    | Manuela Riegler             | Austria     | 1024  |
| 3    | Birgit Herbert              | Austria     | 1019  |
| 4    | Marion Posch                | Italia      | 893   |
| 5    | Heidi Renoth                | Germania    | 886   |
| 6    | Sondra Van Ert              | Stati Uniti | 885   |
| 7    | Ursula Fingerlos            | Austria     | 786   |
| 8    | Alexandra Krings            | Austria     | 780   |
| 9    | Dorothée Fournier           | Francia     | 769   |
| 10   | Dagmar Mair unter der Eggen | Italia      | 768   |

#### Slalom
| Pos. | Nome            | Nazione     | Punti |
| ---- | --------------- | ----------- | ----- |
| 1    | Karine Ruby     | Francia     | 10200 |
| 2    | Marcella Boerma | Paesi Bassi | 5590  |
| 3    | Manuela Riegler | Austria     | 5560  |
| 4    | Birgit Herbert  | Austria     | 5290  |
| 4    | Marion Posch    | Italia      | 5290  |

#### Slalom gigante
| Pos. | Nome             | Nazione     | Punti |
| ---- | ---------------- | ----------- | ----- |
| 1    | Karine Ruby      | Francia     | 7500  |
| 2    | Sondra Van Ert   | Stati Uniti | 5190  |
| 3    | Ursula Fingerlos | Austria     | 4950  |
| 4    | Birgit Herbert   | Austria     | 4840  |
| 5    | Manuela Riegler  | Austria     | 4670  |

#### Halfpipe
| Pos. | Nome                  | Nazione     | Punti |
| ---- | --------------------- | ----------- | ----- |
| 1    | Carolien van Kilsdonk | Paesi Bassi | 6000  |
| 2    | Annemarie Uliasz      | Stati Uniti | 4500  |
| 3    | Lori Glazier          | Canada      | 3200  |
| 4    | Candice Drouin        | Canada      | 3100  |
| 5    | Stacey Burke          | Canada      | 2740  |